# River Falls (condado de Pierce, Wisconsin)
River Falls es un municipio del condado de Pierce, Wisconsin, Estados Unidos. Tiene una población estimada, a mediados de 2022, de 2217 habitantes.

## Geografía
Está ubicado en las coordenadas 44°48′58″N 92°34′26″O / 44.81611, -92.57389. Según la Oficina del Censo de los Estados Unidos, tiene una superficie total de 113.5 km², de la cual 113.4 km² corresponden a tierra firme y 0.1 km² están cubiertos de agua.

## Demografía
Según el censo de 2020, en ese momento había 2215 personas residiendo en la zona. La densidad de población era de 19.6 hab./km². El 94.04% de los habitantes eran blancos, el 0.59% eran afroamericanos, el 0.27% eran amerindios, el 0.45% eran asiáticos, el 0.05% era isleño del Pacífico, el 0.90% eran de otras razas y el 3.70% eran de una mezcla de razas. Del total de la población, el 1.26% eran hispanos o latinos de cualquier raza.